# 私のボーイフレンド
「私のボーイフレンド」（原題： My Boyfriend's Back）は、3人組のガール・グループ、エンジェルスが1963年に発表した楽曲。1960年代前半のアメリカン・ポップス黄金期を代表する曲の一つである。

## 概要
ソングライター・チームを組んでいたボブ・フェルドマン、ジェリー・ゴールドスタイン、リチャード・ゴッテラーによって書かれ、リロイ・グローヴァーの編曲の下、エンジェルスはシュレルズ用のデモとして本作品の録音を行った。ところがことのほか仕上がりが良かったため、エンジェルスが契約したばかりのスマッシュ・レコード（マーキュリー・レコードのサブ・レーベル）からそのままシングルとして発売されることとなった。B面は「(Love Me) Now」。
1963年8月31日から9月14日にかけて3週連続でビルボード・Hot 100の1位を記録した。Hot R&B Singlesチャートの2位を記録し、ビルボードの1963年年間チャートの12位を記録した。
リード・ボーカルのペギー・サンティグリアは最後にシャウトするが、オリジナルのシングル・レコードのその部分は、現在一般的に流通しているものより長く聴くことができる。また、ピッチも現在流通しているものよりも高めである。
ケネス・アンガーの短編映画『Scorpio Rising』（1963年）、マイケル・キートン主演の『偽りのヘブン』（1988年）などで使用された。

## カバー・バージョン
- マーサ&ザ・ヴァンデラス - 1963年のアルバム『Heat Wave』に収録。
- クロード・フランソワ - 1963年のEP「Si j'avais un marteau」に収録。フランス語詞。タイトルは「Ma petite amie est de retour」。
- シフォンズ - 1966年のアルバム『Sweet Talkin' Guy』に収録。
- サラ・ブライトマン - 1981年のシングル。
- メリサ・マンチェスター - 1983年のシングル。
- ニッカ・コスタ - 1983年のアルバム『Fairy Tales』に収録。
- ミー・ファースト・アンド・ザ・ギミー・ギミーズ - 2001年のアルバム『Blow in the Wind』に収録。
- パリス・ベネット - 2007年のアルバム『Princess P』に収録。